# Daniel Bryan
Bryan Danielson Lloyd (sinh 22 tháng 5 năm 1981), được biết đến bởi tên võ của ông Bryan Danielson, là một đô vật chuyên nghiệp người Mỹ hiện đang kí hợp đồng với All Elite Wrestling (AEW), nơi anh là cựu vô địch AEW World Championship. Bryan được mệnh danh là "The Yes Movement" (Chỉ huy phong trào "Yes").
Ông được biết đến tốt nhất cho nhiệm kỳ của ông với WWE, người mà ông được ký hợp đồng. Trong WWE, Danielson từng giữ WWE World Heavyweight Championship ba lần và World Heavyweight Championship lần, ngoài việc là một lần United States Champion, một lần WWE Tag Team Champion và là một thành viên của Team Hell No (với Kane), và một lần Intercontinental Champion. Ông cũng là người chiến thắng SmackDown Money in the Bank 2011, đã quảng cáo rầm rộ nhiều sự kiện lớn pay-per-view (bao gồm cả SummerSlam vào năm 2013 và WrestleMania XXX), và năm 2013 Superstar của người chiến thắng giải thưởng năm Slammy. Ông cũng là 26 Triple Crown Champion và 15 Grand Slam Champion trong lịch sử WWE.
Trước khi gia nhập WWE, Danielson đã thi đấu cho các công ty khác nhau sử dụng cả tên của ông thực sự và các tên gọi (tên hiệu sau) "American Dragon". Ông thi đấu cho Ring of Honor (ROH) 2002-2009, được công nhận như  một "Founding Father" của các chương trình khuyến mãi, nơi ông là một lần ROH World Champion, cũng là Pure Wrestling Champion cuối cùng (thống nhất các danh hiệu Pure với danh hiệu thế giới). Ông là người chiến thắng đầu tiên của giải đấu ROH's Survival of the Fittest hàng năm trong năm 2004. Cùng với CM Punk và Seth Rollins, Danielson là một trong ba người đàn ông đã đoạt cả WWE World Heavyweight và ROH World Champion.
Danielson cũng đấu vật rộng rãi tại Nhật Bản, giành GHC Junior Heavyweight Championship trong Pro Wrestling Noah (NOAH) và IWGP Junior Heavyweight Tag Team Championship (với Curry Man) ở New Japan Pro Wrestling (NJPW). Giữa WWE, ROH và Nhật Bản, ông đã giữ được tổng cộng 11 chức vô địch, trong đó có năm danh hiệu thế giới. Danielson cũng đã giành được hai giải vô địch thế giới PWG, FIP Heavyweight Championship, và wXw World Heavyweight Championship.
Vào ngày 08 Tháng 2 năm 2016, ông tuyên bố nghỉ hưu từ đấu vật chuyên nghiệp vì lý do y tế. Mặc dù WWE không rõ ràng, nhưng anh ta có thể đấu vật một lần nữa. Vào tháng 7, ông trở thành Tổng giám đốc SmackDown trong suốt thời gian quay trở lại chuyển đổi thương hiệu. Vào tháng 3 năm 2018, Daniel được thông báo bởi bác sĩ rằng ông đã bình phục và có thể quay trở lại võ đài, xuất hiện tại WrestleMania 34. Ông cũng giành được WWE Championship cho lần đầu có được đai sau bốn năm vào tháng 11 đó.

## Sự nghiệp đấu vật chuyên nghiệp
Bryan đang có một phong độ tốt khi được vinh dự cùng Edge (người chiến thắng trận Royal Rumble 2021) tranh đai Toàn Cầu (Universal Champion) với "The Big Dog" Roman Reigns trong trận "Triple Threat" tại sự kiện WRESTLESMANIA 2021.
Mặc dù đã thất bại trong trận Triple Threat đó, Bryan vẫn muốn tái đấu để tranh đai. Roman Reigns quyết định rằng nếu Daniel thua anh trong trận tái đấu này, "The Yes Movement" phải chấm dứt sự nghiệp và không được bén mảng tới SmackDown nơi "The Big Dog" đang thống trị.
Không may, cả hai đô vật đều thương tích đầy mình. Tận dụng lúc Daniel Bryan sơ hở, Roman Reigns tung ra đòn khóa Guillotine bằng cánh tay trái không thuận nhưng vẫn khiến DB bất tỉnh. Song, "Head Of The Table" đã thắng trận. Và cũng là thất bại khiến "Chỉ huy phong trào "Yes"" cấm ngặt không được thi đấu tại Friday Night SmackDown.

## Các chức vô địch và danh hiệu
- All Pro Wrestling
  - APW Worldwide Internet Championship (1 lần)
  - King of the Indies (2001)[355][399]
- All Star Wrestling
  - ASW World Heavy Middleweight Championship (1 lần)
- East Coast Wrestling Association
  - ECWA Tag Team Championship (1 lần) – với Low Ki
- Evolve
  - Match of the Year (2010) vs. Munenori Sawa on September 11[401]
- Extreme Canadian Championship Wrestling
  - NWA Canadian Junior Heavyweight Championship (1 lần)[402]
- Full Impact Pro
  - FIP Heavyweight Championship (1 lần)[355]
- International Wrestling Association
  - IWA Puerto Rico Heavyweight Championship (1 lần)[86]
- Memphis Championship Wrestling
  - MCW Southern Light Heavyweight Championship (1 lần)
  - MCW Southern Tag Team Championship (1 lần) – với Spanky
- Mid-South Wrestling
  - MSW Junior Heavyweight Championship (1)
- NWA Mid-South
  - NWA Southern Junior Heavyweight Championship (1 lần)
- New Japan Pro Wrestling
  - IWGP Junior Heavyweight Tag Team Championship (1 lần) – với Curry Man
  - Best of the American Super Juniors (2004)[404]
- Pro Wrestling Guerrilla
  - PWG World Championship (2 lần)
- Pro Wrestling Illustrated
  - Feud of the Year (2013)[406] vs. The Authority
  - Match of the Year (2013)[407] vs. John Cena tại SummerSlam
  - Most Inspirational Wrestler of the Year (2014)[408]
  - Most Popular Wrestler of the Year (2013)[409]
  - Wrestler of the Year (2013)[410]
  - PWI ranked him 1 of the top 500 wrestlers in the PWI 500 in 2014
- Pro Wrestling Noah
  - GHC Junior Heavyweight Championship (1 lần)
- Ring of Honor
  - ROH Pure Championship (1 lần)
  - ROH World Championship (1 lần)
  - Survival of the Fittest (2004)
- Rolling Stone
  - Most Painful Injury of the Year (2015)[412] – chia sẻ với Cesaro và Seth Rollins
  - Sporadically Active Face of the Year (2014)[413]
- Texas Wrestling Alliance
  - TWA Tag Team Championship (1 lần) – với Spanky
- westside Xtreme wrestling
  - wXw World Heavyweight Championship (1 lần)[414]
  - Ambition 1 (2010)[85]
- World Series Wrestling
  - WSW Heavyweight Championship (1 lần)[415]
- World Wrestling Entertainment/WWE
  - World Heavyweight Championship (1 lần)
  - WWE Intercontinental Championship (1 lần)
  - WWE Tag Team Championship (1 lần) – với Kane
  - WWE United States Championship (1 lần)
  - WWE World Heavyweight Championship (3 lần)
  - Money in the Bank (SmackDown 2011)
  - Twenty-sixth Triple Crown Champion
  - Fifteenth Grand Slam Champion
  - Slammy Awards (12 lần)
    - Beard of the Year (2013)
    - Catchphrase of the Year (2013) – YES! YES! YES!
    - Cole in Your Stocking (2010) – Attacking Michael Cole on NXT
    - Couple of the Year (2013, 2014) – với Brie Bella
    - Facial Hair of the Year (2012)[426]
    - Fan Participation of the Year (2013) – YES! YES! YES![427]
    - Rivalry of the Year (2014) – vs. The Authority[425]
    - Shocker of the Year (2010) – The Nexus ra mắt
    - Superstar of the Year (2013)[427]
    - Tweet of the Year (2012) – "Goat face is a horrible insult. My face is practically perfect in every way. In fact, from now on I demand to be called Beautiful Bryan"[426][428]
    - Upset of the Year (2012) – Thắng Mark Henry và Big Show tại Royal Rumble[426]
- Wrestling Observer Newsletter
  - Best Pro Wrestling Book (2015) Yes! với Craig Tello[429]
  - Best Pro Wrestling DVD (2015) Daniel Bryan: Just Say Yes! Yes! Yes![430]
  - Best Technical Wrestler (2005–2013)[431]
  - Match of the Year (2007) vs. Takeshi Morishima tại ROH Manhattan Mayhem II on August 25
  - Most Outstanding Wrestler (2006–2010)
  - Most Outstanding Wrestler of the Decade (2000–2009)